# Окаёмов, Александр Иванович
Алекса́ндр Ива́нович Окаёмов (27 февраля [12 марта] 1905, Ряжск, Рязанская губерния — 21 февраля 1943, Кричев, Могилёвская область) — советский певец, высокий бас, солист Московской филармонии и Всесоюзного радио, выпускник и преподаватель Московской консерватории имени П. И. Чайковского. Первый исполнитель в эфире Всесоюзного радио песни «Орлёнок» Виктора Белого на стихи Якова Шведова.

## Биография
Родился в Ряжске Рязанской губернии в семье священника. Под влиянием матери, обладавшей музыкальными способностями, рано начал петь, участвовал в местном церковном хоре. В 1914 году поступил на учёбу в Ряжскую гимназию, которая после Октябрьской революции была преобразована в школу 2-й ступени.
Во время учёбы пел в гимназическом и городском хорах, выступал вместе с оркестром народных инструментов в клубе имени В. И. Ленина железнодорожной станции Ряжск I. Репертуар юного исполнителя составляли русские народные песни, старинные романсы, а также песни и романсы М. П. Мусоргского.
По окончании школы устроился на работу шахтёром в Подмосковном угольном бассейне, где выступал в художественной самодеятельности в порядке подготовки к поступлению в консерваторию, затем трудился ремонтным рабочим на железной дороге.
В 1923 году поступил на вокальные курсы Государственного института музыкальной науки, а в 1926 — на очное отделение вокального факультета Московской государственной консерватории (класс Е. Е. Егорова), параллельно проходил обучение на педагогическом факультете консерватории. Окончив обучение в 1930 году, преподавал пение в музыкальных техникумах Москвы.
В период 1938—1941 годов — ассистент, затем доцент Московской консерватории имени П. И. Чайковского по классу сольного пения и камерного ансамбля. Во второй половине 1930-х годов познакомился с Геннадием Лузениным, также выпускником, а затем преподавателем Московской консерватории, одновременно руководившим хором Московской областной филармонии. Эта крепкая дружба продлилась до самого конца их коротких жизней.
Помимо преподавательской работы, был солистом Московской филармонии и Всесоюзного радио, выступал также на концертной эстраде. Основным репертуаром А. И. Окаёмова был классический, также он исполнял много песен советских композиторов. По свидетельству современников, особенно популярным было исполнение им песни «Орлёнок». По воспоминаниям Дмитрия Кабалевского, именно Окаёмов попросил его написать песню на стихи Михаила Исаковского «Уезжает девушка на Дальний Восток». По словам Кабалевского, в довоенные годы многие композиторы писали песни специально для Александра Окаёмова. В подтверждение своих слов Дмитрий Борисович приводил афишу одного из концертов Окаёмова (22 ноября 1937 года), в программе которого было сразу 15 премьер песен, написанных разными авторами, среди которых были произведения Александра Давиденко, Бориса Шехтера, Мариана Коваля, Вано Мурадели, Николая Чемберджи. В его репертуаре также были песни других народов, в частности — испанские и китайские.
В 1930-е годы певцом были подготовлены две большие тематические концертные программы, посвящённые творчеству П. И. Чайковского (1934) и М. П. Мусоргского (1939). Был частым гостем в родном Ряжске, где давал бесплатные концерты в кинотеатре «Ударник» и в железнодорожном клубе.
С началом Великой Отечественной войны, в начале июля 1941 года, несмотря на имевшуюся бронь, Окаёмов и Лузенин вступили в ряды 8-й Московской стрелковой (Краснопресненской) дивизии народного ополчения. Боевые действия 8-я Краснопресненская дивизия вела с 4 по 6 октября 1941 года. В сентябре 1941 года дивизия заняла оборону на «Днепровском рубеже». Малообученные ополченцы сражались с противостоявшими им регулярными соединениями Вермахта, численность которых более чем в 3 раза превосходила состав дивизии (к октябрю — около 7500 человек). К окончанию боёв соединение потеряло более половины численного состава. Многие были убиты, ещё больше бойцов оказались в плену. Среди попавших в плен были раненые Окаёмов с Лузениным, которые были отправлены в Кричевский концлагерь (Белорусская ССР).
Оккупационные власти инициировали создание хора из заключённых концлагеря с целью сделать его выступления орудием пропаганды «нового порядка». Согласившись на участие в этом хоре и выйдя из лагеря на свободу, Окаёмов и Лузенин установили связь с кричевским подпольем и получили прозвище «Артисты». Часто выезжая с концертами в другие регионы, они распространяли листовки и приносили сведения, собранные ими во время поездок.
Нелегальная деятельность артистов была раскрыта нацистами в результате предательства одного из участников хора, Владимира Ткаченко. Окаёмов и Лузенин находились в кричевской тюрьме, откуда в ночь с 20 на 21 февраля 1943 года был совершён побег, приведший к репрессиям со стороны нацистского командования. Рано утром 21 февраля 1943 года их расстреляли под Кричевым рядом с озером Чёрным.

## Память
- Имя Окаёмова записано на мемориальной доске памятника погибшим в фашистском лагере в Кричеве (открыта 9 мая 1962 года).
- В 1966 году в Ряжске именем А. И. Окаёмова названа улица, на доме № 2 установлена мемориальная доска с текстом «Здесь родился и жил до 1922 года артист, геройски погибший в Великой Отечественной войне, Окаёмов Александр Иванович 1905—1943 гг.»[3]. В 1970 году около дома установлена стела с барельефом певца и текстом: «Улица имени Окаёмова. Александр Иванович Окаёмов родился в 1905 году на этой улице в доме № 2. Доцент Московской консерватории, выдающийся артист-певец, первый исполнитель песни „Орлёнок“, в рядах народного ополчения защищал Москву. 21 февраля 1943 г. расстрелян фашистами».
- В 1969 году на Пермской киностудии был снят документальный фильм «Песню вели на расстрел».
- В 1982 году на месте расстрела Александра Ивановича Окаёмова и Геннадия Павловича Лузенина была установлена скульптурная композиция «Поющие» (скульптор Эдуард Астафьев, архитектор Юрий Казаков)[4].
- В середине 1980-х годов поэт Алексей Шлыгин и композитор Сергей Зубковский написали «Крылатую песню»[5], посвящённую А. И. Окаёмову, которая впервые прозвучала в исполнении Иосифа Кобзона.

— Замысел стихотворения «Крылатой песни» возник таким образом: у меня хорошие дружеские отношения с газетой «Авангард» — есть такая газета в Рязанской области, — и однажды я получил оттуда письмо с просьбой написать какие-то стихи, посвящённые Окаёмову.  Окаёмов, как известно, был расстрелян фашистами во время Великой Отечественной войны, и перед расстрелом он запел песню об Орлёнке...  Этот факт — а я узнал о нём через газету «Авангард» — просто потряс меня, и я решил как-то выразить свои чувства, свои мысли в стихах.  Таким образом было написано стихотворение.  Ну а когда мы познакомились с Сергеем [Зубковским], я показал ему эти стихи, и Сергей стал уже работать над музыкой.Алексей Шлыгин, радиопередача 1986 года